# Paranaguá
Paranaguá este un oraș în Paraná (PR), Brazilia.